# Ceraticelus nigripes
Ceraticelus nigripes är en spindelart som beskrevs av Bryant 1940. Ceraticelus nigripes ingår i släktet Ceraticelus och familjen täckvävarspindlar.
Artens utbredningsområde är Kuba. Inga underarter finns listade i Catalogue of Life.